# Dreiband-Weltmeisterschaft 1928

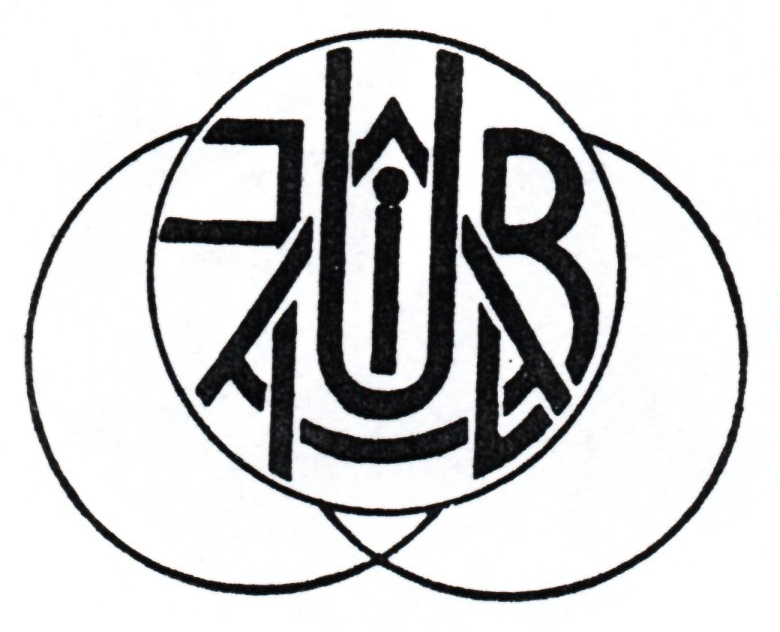
Logo UIFAB (ausrichtender Verband)

Veranstaltungsort: Reims

Die Dreiband-Weltmeisterschaft 1928 war das erste Turnier in dieser Disziplin des Karambolage und fand vom 6. bis zum 9. Mai 1928 in Reims statt.

## Geschichte
Vor diesem Turnier wurden ausschließlich Weltmeisterschaften im Cadre-47/2-WM und Cadre-47/1-WM abgehalten.
Überlegener Sieger wurde der Ägypter Edmond Soussa, vor Carel Koopman aus den Niederlanden. Einziger deutscher Teilnehmer war Otto Unshelm, der den dritten Platz belegte. Soussa gewann innerhalb von vier Wochen seine zweite Weltmeisterschaft. Im April siegte er in Basel/CH bei der Freie-Partie-WM.

## Modus
Gespielt wurde „Jeder gegen Jeden“ bis 50 Punkte.

## Abschlusstabelle

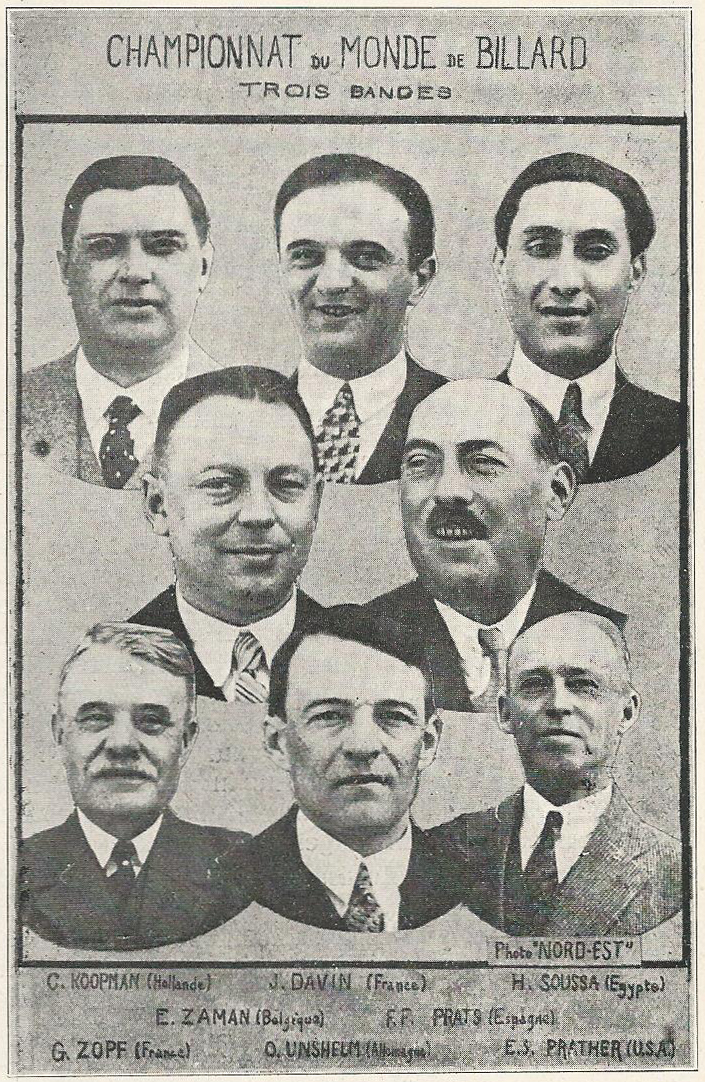
Teilnehmer der ersten Dreiband-Weltmeisterschaft

| MP    | Match Points (Sieger = 2; Unentschieden = 1; Verlierer = 0) |
| Pkte. | Erzielte Karambolagen                                       |
| Aufn. | Benötigte Versuche                                          |
| GD    | Generaldurchschnitt                                         |
| BED   | Bester Einzeldurchschnitt eines Spielers                    |
| HS    | Höchstserie                                                 |
|       | Bester GD des Turniers                                      |
|       | Bester ED des Turniers                                      |
|       | Beste HS des Turniers                                       |
|       | 1. Platz (Gold)                                             |
|       | 2. Platz (Silber)                                           |
|       | 3. Platz (Bronze)                                           |

| Platz                      | Name                 | MP   | Pkte. | Aufn. | GD    | BED   | HS |
| -------------------------- | -------------------- | ---- | ----- | ----- | ----- | ----- | -- |
| 1                          | Edmond Soussa        | 14:0 | 350   | 634   | 0,552 | 0,602 | 9  |
| 2                          | Carel Koopman        | 10:4 | 333   | 675   | 0,493 | 0,632 | 8  |
| 3                          | Otto Unshelm         | 10:4 | 331   | 676   | 0,489 | 0,609 | 5  |
| 4                          | Jacques Davin        | 8:6  | 323   | 627   | 0,515 | 0,625 | 5  |
| 5                          | Emile Zaman          | 8:6  | 307   | 626   | 0,490 | 0,746 | 5  |
| 6                          | Elmar Sidney Prather | 4:10 | 296   | 710   | 0,416 | 0,480 | 5  |
| 7                          | G. Zopf              | 2:12 | 251   | 676   | 0,371 | 0,480 | 4  |
| 8                          | F. F. Prats          | 0:14 | 272   | 719   | 0,378 | –     | 5  |
| Turnierdurchschnitt: 0,460 |                      |      |       |       |       |       |    |